# Saint-Julien-en-Beauchêne
Saint-Julien-en-Beauchêne är en kommun i departementet Hautes-Alpes i regionen Provence-Alpes-Côte d'Azur i sydöstra Frankrike. Kommunen ligger  i kantonen Aspres-sur-Buëch som ligger i arrondissementet Gap. År 2022 hade Saint-Julien-en-Beauchêne 135 invånare.

## Befolkningsutveckling
Antalet invånare i kommunen Saint-Julien-en-Beauchêne
Referens:INSEE